# 折井英治
折井 英治（おりい えいじ、1909年8月2日 - 2005年1月）は、日本の科学教育家。
子供向けの科学読み物や絵本などの著作を多く行った。共著者・折井雅子は娘。

## 来歴
長野県松本市生まれ。旧制松本中学（長野県松本深志高等学校）を経て、1928年、台北第一師範学校卒業後、台北第一師範附属小学校教師となる。1934年から1939年にかけて、早稲田大学や東京工業大学、台北帝国大学特別研究生として、金属材料学・化学工学・農芸学を学ぶ。台北帝国大学離農学部卒業とする記述もある。
1939年、台湾鉄工所研究所長、1942年、南方資源研究所長、1943年東京帝国大学農学博士。
1948年、学生科学協会理事、1951年、長野県上高地に私財を投じて自然科学研究所を創設し、自ら所長となる。1966年、松本市に「中山文庫」を創設する。2001年、蔵書13万冊とバス1台を松本市に寄贈し、新たな松本市中山文庫が設立された。

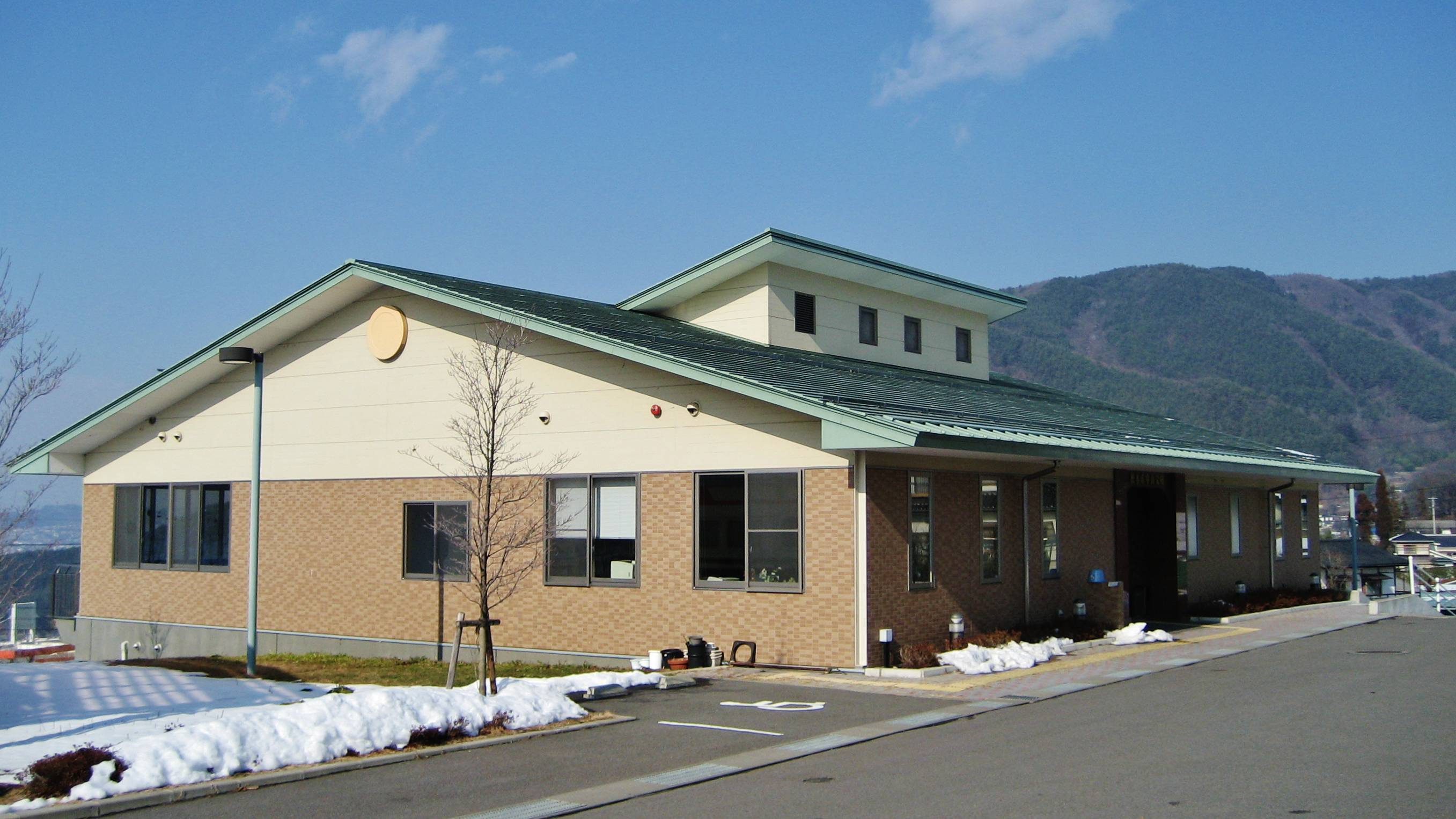
松本市図書館中山文庫

## 編著書
- 『植物のふしぎ』中央公論社 1957
- 『人体のふしぎ』中央公論社 1957
- 『動物のふしぎ』中央公論社 1957
- 『宇宙のふしぎ』中央公論社 1958
- 『生活の中のふしぎ』中央公論文庫 教育シリーズ 1958
- 『たのしい理科の学校 1～6年生』川本哲夫等絵 大日本図書 1959-60
- 『暮らしの中のことわざ辞典』編 集英社 1962
- 『ことわざ科学』文芸春秋新社 ポケット文春 1963
- 『茶の間の科学100の話題』家の光協会 レインボウブックス 1963
- 『科学心のすすめ』日本経済新聞社 日経新書 1965
- 『なぜでしょう科学質問箱 第3集 (動物篇)』法政大学出版局 1966
- 『なぜでしょう科学質問箱 第4集 (人体・食物・生活篇)』法政大学出版局 1966
- 『なぜでしょう科学質問箱 第5集 (植物篇)』法政大学出版局 1966
- 『暮らしの中の故事名言辞典』集英社 1967
- 『サイエンス?ボックス』社会思想社 現代教養文庫　1973
- 『アイスクリームのてんぷら 「あわ」をしらべる』松沢さとし絵 大日本図書 子ども科学図書館　1974
- 『新修ことわざ辞典』編 集英社 1975
- 『あっても見えないものなあに?』月田孝吉絵 大日本図書 おはなし科学　1977
- 『ことわざの本』講談社の幼年文庫　1977
- 『それでもおへそはだまっている』松沢さとし絵 大日本図書 おはなし科学　1977
- 『小さいちいさいお月さま』松沢さとし絵 大日本図書 おはなし科学　1977
- 『水にうくものしずむもの』月田孝吉絵 大日本図書 おはなし科学　1977
- 『あした天気になぁれ』松沢さとし絵 大日本図書 おはなし科学　1978
- 『こんなことできる?やってごらん』松沢さとし絵 大日本図書 おはなし科学　1978
- 『しよっぱいしよっぱいお話』松沢さとし絵 大日本図書 おはなし科学　1978
- 『超能力の動物たち』月田孝吉絵 大日本図書 おはなし科学　1978
- 『花のひみついろいろ』月田孝吉絵 大日本図書 おはなし科学　1978
- 『ひげものがたり』月田孝吉絵 大日本図書 おはなし科学　1978

### 共著
「こうしたらどうなる?どうしたらこうなる?」シリーズ全10巻 折井雅子共著　大日本図書
- 『ビーだまは数をしっている』藤嶋かおる絵 1986
- 『あてにならない目』藤嶋かおる絵 1987
- 『氷のゆげ』藤嶋かおる絵 1987
- 『だるまおとし』藤嶋かおる絵 1987
- 『2本のストロー』吉田公麿絵 1987
- 『まほうのわ』藤嶋かおる絵 1987
- 『水のやまもり』田尻喜代子絵 1987
- 『うきしずみ』藤嶋かおる絵 1988
- 『おどるピンポンだま』よしだきみまろ絵 1988
- 『光のいたずら』よしだきみまろ絵 1988